# Clambus domesticus
Clambus domesticus is een keversoort uit de familie oprolkogeltjes (Clambidae). De wetenschappelijke naam van de soort werd in 1882 gepubliceerd door Thomas Broun.